# Tero Leinonen
Tero Leinonen, född 9 mars 1975 i S:t Michel, är en finsk före detta ishockeymålvakt. I Sverige har han spelat för Mora IK, Luleå HF, Linköpings HC (endast under European Trophy) och Tingsryds AIF.
Han är far till ishockeymålvakten Topias Leinonen.